# Семёнова, Екатерина Семёновна
Екатери́на Семёновна Семёнова (7 [18] ноября 1786 — 1 [13] марта 1849, Санкт-Петербург) — русская актриса, старшая сестра другой актрисы, Нимфодоры Семёновой.

## Биография
Екатерина Семёнова родилась 7 (18) ноября 1786 года. Мать Дарья — крепостная смоленского помещика Ивана Степановича Путяты, который подарил её (вместе с другим крепостным — Семёном) учителю английского языка, инспектору  Морского шляхетного кадетского корпуса Прохору Ивановичу Жданову († 1800), в благодарность за воспитание сына. Дарья подарена была ещё девушкой, и когда она забеременела от барина, тот выдал её замуж за Семёна, который и стал таким образом номинальным отцом Екатерины.
Обучалась в Петербургской театральной школе у В. Ф. Рыкалова, И. А. Дмитревского. В 1802 году впервые появилась на школьной сцене в пьесах А. Коцебу «Примирение двух братьев» (Софья) и «Корсиканцы» (Наталья); в феврале 1803 года дебютировала на профессиональной сцене Александринского театра в комедии «Нанина». В 1805 году вошла в труппу театра.
В Александринском театре Семёнова играла роли первых любовниц. Она была необыкновенно красива; черты лица её поражали классической правильностью, профиль, по словам современника, напоминал древние камеи. Гибкий контральтовый голос её поддавался самым разнообразным модуляциям. Ещё больше способствовали её успеху сила чувства и искреннее увлечение.
Особенно ярко её дарование проявилось в ставших популярными романтических драмах В. А. Озерова. Первым общим успехом актрисы и драматурга стало представление трагедии «Эдип в Афинах» в 1804 году. С. Т. Аксаков рассказывал, что во время представления «Эдипа», когда у Семёновой-Антигоны насильно уводили отца, артистка до того увлеклась, что вырвалась из рук удерживавших её воинов и убежала за отцом за кулисы, чего в роли не было; пришлось бежать за ней и вернуть её на сцену.
Образование Семёновой, не только общее, но и сценическое, было очень поверхностное, вследствие чего она разработку ролей заимствовала у других. Сначала Семёнова разучивала роли под руководством начальника репертуара, князя А. А. Шаховского; потом, заподозрив его в пристрастии к М. И. Вальберховой, стала учить роли, пользуясь советами горячо ей преданного поэта Н. И. Гнедича; наконец, она много присматривалась к приёмам гостившей тогда в Петербурге известной французской актрисы, мадемуазель Жорж. Но силу ей давал всё же собственный талант. Петербургская публика разделилась на поклонников Жорж и Семёновой; наиболее компетентные ценители отдавали пальму первенства Семёновой. Противопоставляя подлинный и живой дар Семёновой продуманной, но бездушной игре Жорж, А. С. Пушкин писал:

Говоря об русской трагедии, говоришь о Семёновой — и, может быть, только об ней. Одарённая талантом, красотою, чувством живым и верным, она образовалась сама собою. Семёнова никогда не имела подлинника. Бездушная французская актриса Жорж и вечно восторженный поэт Гнедич могли только ей намекнуть о тайнах искусства, которое поняла она откровением души. Игра всегда свободная, всегда ясная, благородство одушевлённых движений, орган чистый, ровный, приятный и часто порывы истинного вдохновенья — всё сие принадлежит ей и ни от кого не заимствовано. Она украсила несовершенные творения несчастного Озерова и сотворила роль Антигоны и Моины; она одушевила измеренные строки Лобанова; в её устах понравились нам славянские стихи Катенина, полные силы и огня, но отверженные вкусом и гармонией. В пёстрых переводах, составленных общими силами, и которые по несчастью стали нынче слишком обыкновенны, слышали мы одну Семёнову, и гений актрисы удержал на сцене все сии плачевные произведения союзных поэтов, от которых каждый отец отрекается поодиночке. Семёнова не имеет соперницы; пристрастные толки и минутные жертвы, принесённые новости, прекратились; она осталась единодержавною царицей трагической сцены.— 
 Сама Жорж жаловалась, что, при всей своей технике, она часто чувствует недостаток темперамента, всегда блещущего у Семёновой.
Волшебный край! там в стары годы,

Сатиры смелый властелин,

Блистал Фонвизин, друг свободы,

И переимчивый Княжнин;

Там Озеров невольны дани

Народных слёз, рукоплесканий

С младой Семёновой делил;

Там наш Катенин воскресил

Корнеля гений величавый;

Там вывел колкий Шаховской

Своих комедий шумный рой,

Там и Дидло венчался славой,

Там, там под сению кулис

Младые дни мои неслись.
Успех и поклонники избаловали Семёнову: она иногда ленилась, иногда капризничала, чему способствовало и то, что она сблизилась с сенатором, князем И. А. Гагариным, человеком очень богатым и пользовавшимся высоким положением как на службе, так и в литературных кружках. По назначении директором театров князя П. И. Тюфякина Семёнова не вынесла его грубости и резкости и покинула службу (1820); но она не могла жить без сцены, участвовала в любительских спектаклях и через два года, когда место Тюфякина занял А. А. Майков, снова выступила на сцене. Появление нового рода драматических произведений, романтического направления, нередко писанных прозой, значительно повредило последним годам сценической карьеры Семёновой. Стремясь оставаться первой, она бралась за роли и в этих пьесах, и даже за комические роли, но безуспешно. В 1826 году Семёнова окончательно простилась с публикой в трагедии русского драматурга М. В. Крюковского «Пожарский».
Переехав в Москву, Семёнова согласилась обвенчаться со своим покровителем. Дом Гагариных посещали многие прежние поклонники Семёновой: Пушкин, Аксаков, Надеждин, Погодин. В 1832 году умер князь Гагарин; последние годы жизни Семёновой были омрачены семейными неприятностями.

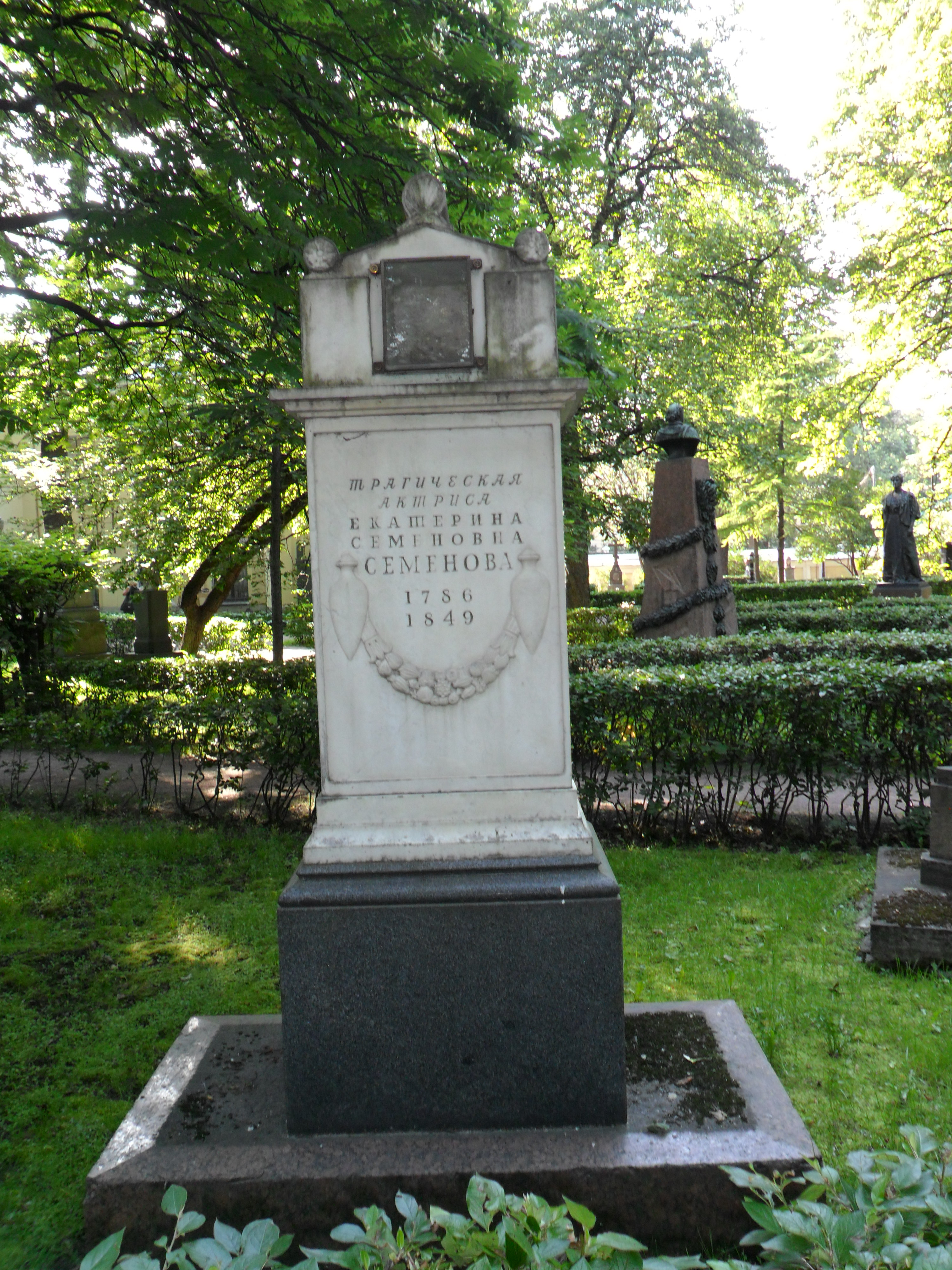
Могила Е. С. Семёновой

Екатерина Семёнова скончалась 1 (13) марта 1849 года в Петербурге. Похоронена на Митрофаниевском кладбище. В связи с полным уничтожением Митрофаньевского кладбища Е. С. Семёнова была перезахоронена в 1936 году на Некрополе мастеров искусств Александро-Невской лавры в Санкт-Петербурге.

## Репертуар
- 1806 «Ермак» П. А. Плавильщикова — Ирта
- 1804 — «Эдип в Афинах» В. А. Озерова — Антигона
- 1805 — «Росслав» Я. Б. Княжнина — Зафира
- 1805 — «Фингал» В. А. Озерова — Моина
- 1807 — «Димитрий Донской» В. А. Озерова — Ксения
- 1809, 1822 — «Поликсена» В. А. Озерова — Поликсена, Гекуба
- 1809 — «Мария Стюарт» Ф. Шиллера
- 1811 — «Ариана» П. Корнеля — Ариана
- 1815 — «Ифигения в Авлиде» Ж. Расина — Клитемнестра
- 1818, 11 февраля — «Притворная неверность» (переведена А. С. Грибоедовым с французского специально к её бенефису)
- 1823 — «Федра» Ж. Расина — Федра
- 1824 — «Гамлет» С. И. Висковатова (подражание У. Шекспиру) — Гертруда
- «Танкред» Вольтера — Аменаида
- «Меропа» Вольтера — Меропа
- «Заира» Вольтера — Заира
- «Семирамида» Вольтера — Семирамида
- «Медея» Лонжепьера[фр.]— Медея
- «Андромаха» Ж. Расина — Гермиона